# 2017年カタール外交危機
2017年カタール外交危機（2017年カタールがいこうきき）は、2017年、カタールが同じ中東を中心とするイスラム圏の一部諸国から、国交断絶措置などを受けた一連の出来事。

## 2017年の外交経過
2017年6月5日、サウジアラビアを中心としたペルシャ湾岸諸国、エジプトなどアフリカ大陸にあるイスラム国家の一部は、カタールに対して国交断絶を表明。断交理由には、サウジアラビアと対立するイランへの過度な接近やムスリム同胞団への支援を挙げている。ムスリム同胞団については、エジプトが2013年に、サウジアラビアが2014年にテロ組織に指定している。カタールのムハンマド外相は「事実無根。決して屈服しない。」と表明し、対抗姿勢を打ち出した。
2017年6月21日、アメリカ合衆国のレックス・ティラーソン国務長官は、各国がカタールに対する具体的な抗議内容を明らかにしていないことに触れ、要求事項を提示するよう希望するコメントを出した。その後、6月24日までにサウジアラビア、UAE、バーレーン、エジプトの4カ国は、カタールに対し13項目にわたる要求を送付。要求の中には、衛星テレビ局アルジャジーラの閉鎖、カタール国内に存在するトルコ軍基地の停止、イランとの外交関係の縮小、過激派組織との関係断絶などの要求が存在することが伝えられている。7月3日、カタールはクウェートに外相を派遣し、要求を受け入れないことを表明。要求を行った4か国は、カタールの姿勢と2013年にカタールが湾岸諸国との間で結んだ合意事項（内容は未公表）を履行してこなかったことを批判している。
カタールはこれらの要求を拒否したうえで、2017年8月にかけて各種の対抗措置をとった。
- 経済制裁が違法だとして世界貿易機関（WTO）に提訴するとともに、禁輸となった物資の輸入先をオマーンやインド、イラン、トルコへ切り替え。
- 液化天然ガス（LNG）の年間生産量を従来の7700万トンから1億トンへ増やす計画を発表するとともに、沖合油田の開発でフランス企業トタルと合弁。
- 欧米から戦闘機やコルベットを購入するとともに、トルコ軍と合同軍事演習を実施。

また、2017年12月のカタール建国記念の軍事パレードでは中国人民解放軍の訓練教官によってカタール軍は従来の英国式の隊列を中国式のガチョウ足行進に改め、中国製弾道ミサイルのBP-12Aを披露し、上海協力機構への加盟申請も行うなど中華人民共和国への接近も目立った。

## 2018年
2018年も、引き続きサウジアラビアの在外公館の業務停止や国境閉鎖、直行便の廃止が続いており、カタールに居住するイスラム教徒の大部分は、2018年のメッカへの大巡礼（ハッジ）に参加する目途が立たなくなった。
2018年4月、サウジアラビアがカタールとの国境線沿いに運河を建設する構想が報道された。実現すれば、カタールは半島から運河により切り離されて島になる。実現性は疑われるものであったが、同年8月には、サルマン皇太子の顧問が運河計画の進展を示唆するコメントをTwitterに投稿している。

## 2021年
2021年1月4日、クウェートの首長が仲介役となって、カタールのタミム首長とサウジのムハンマド皇太子による国交回復に向けた合意が実現。互いの国境を再び開放することとなった。翌5日にはサウジアラビア、UAE、バーレーン、エジプトの4カ国はカタールとの国交を完全に回復させることで合意した。

## カタールとの断交を表明した国
- サウジアラビア（～2021）
- アラブ首長国連邦（～2021）
- バーレーン（～2021）
- エジプト（～2021）
- イエメン
- コモロ[17]
- モーリタニア

## 関係国の動き
2017年5月後半、サウジアラビア、バーレーン、アラブ首長国連邦（UAE）、エジプトの各国は、翌月の断交に先駆けてカタールに本拠を持つアルジャジーラの国内放送を遮断する措置を採った。
6月5日、UAEは、同国に滞在するカタール国民に14日以内の退去を求めたほか、同月7日には国民に対しカタールに同情の意思を示した場合、最大15年の禁錮刑を科す可能性を示唆した。
6月6日までに、ドバイを本拠とするエミレーツ航空、アブダビを本拠とするエティハド航空は、ドーハ便の運航を停止することを表明した。
6月6日、カタールのナショナル・フラッグ・キャリアであるカタール航空は、サウジアラビア、バーレーン、エジプト、UAEの領空通過を禁止された。
6月12日、イランがイラン航空を使い、カタールに対し野菜や果物、豆類を空輸していることが判明した。カタールは物資の8割近くを輸入に頼ってきたことから、ドーハのスーパーマーケットなどでは買い占め騒ぎが起きていた。
翌2018年にかけて、イランとトルコはカタールへの支援を継続し、3カ国で貿易促進協定を締結。サウジアラビアやアラブ首長国連邦がカタールに輸出していた野菜などの供給を肩代わりした。カタール国内の一時的な物資不足は解消され、カタールは逆に2018年5月、断交した諸国のうち4カ国産の商品について国内販売を禁止した。
また2022年にはサッカーワールドカップがカタールで開催されるため、同国は各国と和解を進めている。2022年11月20日、サウジアラビアのムハンマド皇太子とエジプトのシシ大統領はそれぞれが開会式に出席。12月4日には、ムハンマドUAE大統領がカタールを訪問した。
この危機以降、カタールとトルコの関係が非常に深くなっており、盟友関係にあると見られる。